# Catogenus lebasii
Catogenus lebasii là một loài bọ cánh cứng trong họ Passandridae. Loài này được Guérin-Méneville miêu tả khoa học năm 1844.